# Komet McNaught 1
Komet McNaught 1 ali 220P/McNaught je periodični komet z obhodno dobo okoli 5,5 let.

 Komet pripada Jupitrovi družini kometov .

## Odkritje[4]
Komet je 20. maja 2004 odkril škotsko-avstralski astronom Robert H. McNaught na Observatoriju Siding Spring v Avstraliji.

## Lastnosti
Ob odkritju je imel magnitudo 17,7.
Pričakujejo, da se bo v letu 2009 zopet pojavil v prisončju. Že 28. aprila so ga opazili T. H. Bressi iz Spacewatcha in 1. maja 2009 G. Muler, J. M. Ruiz in R. Navez v Španiji .